# Pamětní medaile na válku 1915–1918
Pamětní medaile na válku 1915–1918 (bulharsky: възпоменателнa медал за война 1915–1918) bylo vyznamenání Bulharského carství, které založil bulharský car Boris III. v roce 1933. Udíleno bylo za zásluhy během první světové války.

## Historie a pravidla udílení
Vyznamenání bylo založeno společně s Pamětní medailí na válku 1912–1913 bulharským carem Borisem III. a to dekretem ze dne 9. prosince 1933 jako upomínka na první světovou válku. Udílena byla příslušníkům bulharské armády bojujícím v první světové válce. Dále mohla být udělena i lidem se zvláštním přínosem pro válečné úsilí jako byli dobrovolníci, radní, lékaři, zdravotní sestry, novináři a další. Udělena mohla být i pozůstalým či cizincům, kteří bojovali po boku Bulharska. Právo na udělení medaile bylo omezeno na činy, které se musely odehrát mezi 1. říjnem 1915 a 30. listopadem 1919.
Medaile byly vyráběny zejména v Německu a ve Švýcarsku a do Bulharska byly odeslány v několika šaržích. Celkem byla medaile udělena přibližně 50 000 Bulharů a 199 000 cizinců (Němců, Rakušanů, Maďarů), kteří byli za první světové války bulharskými spojenci. Medaile byly předávány vyznamenaným lidem v červeném sáčku z voskovaného papíru. Vyznamenaní také kromě medaile obdrželi i dekret. Náklady na vydání německého osvědčení o vlastnictví medaile činily přibližně 200 lev (asi 6 říšských marek). Tento poplatek hradil vyznamenaný člověk.

## Insignie
Medaile byla zlacená kulatého tvar o průměru 31 mm a tloušťce 3 mm. Na přední straně byl reliéf státního znaku Bulharského carství, který byl položen na dvou zkřížených mečích směřujících vzhůru. Okolo byly dvě vavřínové či dubové větvičky, které se ve spodní části medaile křížily. Na zadní straně byly data 1915–1918. Datum bylo ohraničeno dvěma větvičkami z obilovin, vavřínových a dubových listů, které byly ve spodní části zkřížené. Větvičky symbolizovaly Moesii, Makedonii a Thrákii.
Medaile byla nošena nalevo na hrudi na stuze široké 38 mm. Stuha byla v případě pánů složena do trojúhelníku v případě dam uvázaná do mašle. Stuha byla červené barvy při obou okrajích s bílým proužkem o šířce 7 mm, kterým probíhal proužek zelené barvy široký 3 mm. Pokud byla medaile udělena civilistům, byl uprostřed navíc bílý proužek a pokud byla udělena in memoriam byl uprostřed černý proužek.